# يورغن هان
يورغن هان (23 سبتمبر 1950 في ألمانيا - ) هو لاعب كرة يد ألمانيا الغربية (وحمل سابقاً جنسية ألمانيا الغربية). شارك في الألعاب الأولمبية الصيفية 1976.

## وصلات خارجية
- يورغن هان على موقع أوليمبيديا (الإنجليزية)